# Lerista allanae
Espèce
Synonymes
- Rhodona allanae Longman, 1937
- Gavisus allanae (Longman, 1937)

Statut de conservation UICN

 CR A1c, B1+2c : 
En danger critique
Lerista allanae est une espèce de sauriens de la famille des Scincidae.

## Répartition
Cette espèce est endémique du Queensland en Australie.

## Étymologie
Cette espèce est nommée en l'honneur de Mrs. P. C. Allan qui « a présenté de nombreux spécimens intéressants au Musée du Queensland ».

## Publication originale
- Longman, 1937 : Herpetological notes. Memoirs of the Queensland Museum, vol. 11, p. 165-168.